# Emily Murphy

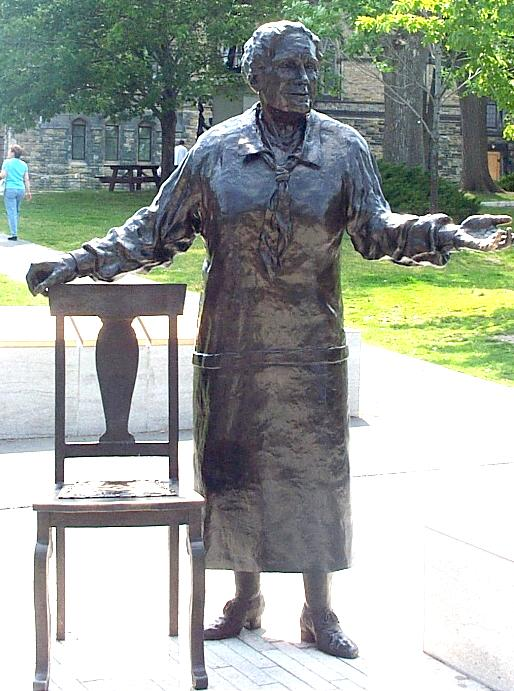
Standbeeld van Emily Murphy in Ottawa

Emily Murphy (1868-1933) was een Canadese vrouwenrechtenactiviste. In 1916 werd ze de eerste vrouwelijke politieagente in Alberta, en in het gehele Britse Rijk.
Ze is het meest bekend door haar bijdrage aan het Canadese feminisme, meer bepaald over de kwestie of vrouwen als personen beschouwd werden onder de Canadese wetgeving. Als rechter kreeg ze van advocaten deze vraag vaak gesteld, vermits er immers ook nog geen vrouwelijke senator was.
Ze schreef onder het pseudoniem Janey Canuck een reeks artikelen over de blanke suprematie en anti-immigratie. Ze nam het op tegen drugs, meer bepaald tegen opium en marihuana, argumenterend dat ze verspreid werden door Chinese migranten om zo het blanke ras in Canada te verzwakken.
Alhoewel haar bijdrage aan het feminisme erkend werd, is het de vraag of haar anti-immigratie ideeën niet doorwegen. Deze waren zeer extreem, zelfs voor haar tijd. Ze wordt vaak als racistisch bestempeld. Anderen zeggen dat haar racisme een product van haar tijd is en dat dit niet opweegt tegen haar bijdragen aan de strijd voor de Canadese vrouw.